# Systropha pici
Systropha pici är en biart som beskrevs av Pérez 1895. Systropha pici ingår i släktet Systropha och familjen vägbin. Inga underarter finns listade i Catalogue of Life.